# Zaiciîkî, Volociîsk
Zaiciîkî (în ucraineană Зайчики) este localitatea de reședință a comunei Zaiciîkî din raionul Volociîsk, regiunea Hmelnîțkîi, Ucraina.

## Demografie
Componența lingvistică a localității Zaiciîkî
     Ucraineană (97,76%)
     Rusă (1,35%)
Conform recensământului din 2001, majoritatea populației localității Zaiciîkî era vorbitoare de ucraineană (97,76%), existând în minoritate și vorbitori de rusă (1,35%).